# Apostolska nunciatura v Eritreji
Apostolska nunciatura v Eritreji je diplomatsko prestavništvo (veleposlaništvo) Svetega sedeža v Eritreji.
Trenutni apostolski nuncij je Leo Boccardi.

## Seznam apostolskih nuncijev
- Silvano Maria Tomasi (27. junij 1996–10. junij 2003)
- Dominique François Joseph Mamberti (19. februar 2004–15. september 2006)
- Leo Boccardi (30. januar 2007–danes)